# Hencida
Hencida ist eine ungarische Gemeinde im Kreis Berettyóújfalu im Komitat Hajdú-Bihar.

## Geografie
Hencida liegt gut 12 Kilometer nordöstlich der Kreisstadt Berettyóújfalu an dem Fluss Berettyó und grenzt an folgende Gemeinden:
|          | Konyár                                      | Esztár   |
| Gáborján | Kompassrose, die auf Nachbargemeinden zeigt | Kismarja |
|          | Bojt                                        |          |

## Geschichte
Erste schriftliche Erwähnung im 15. Jahrhundert als Henczhida.

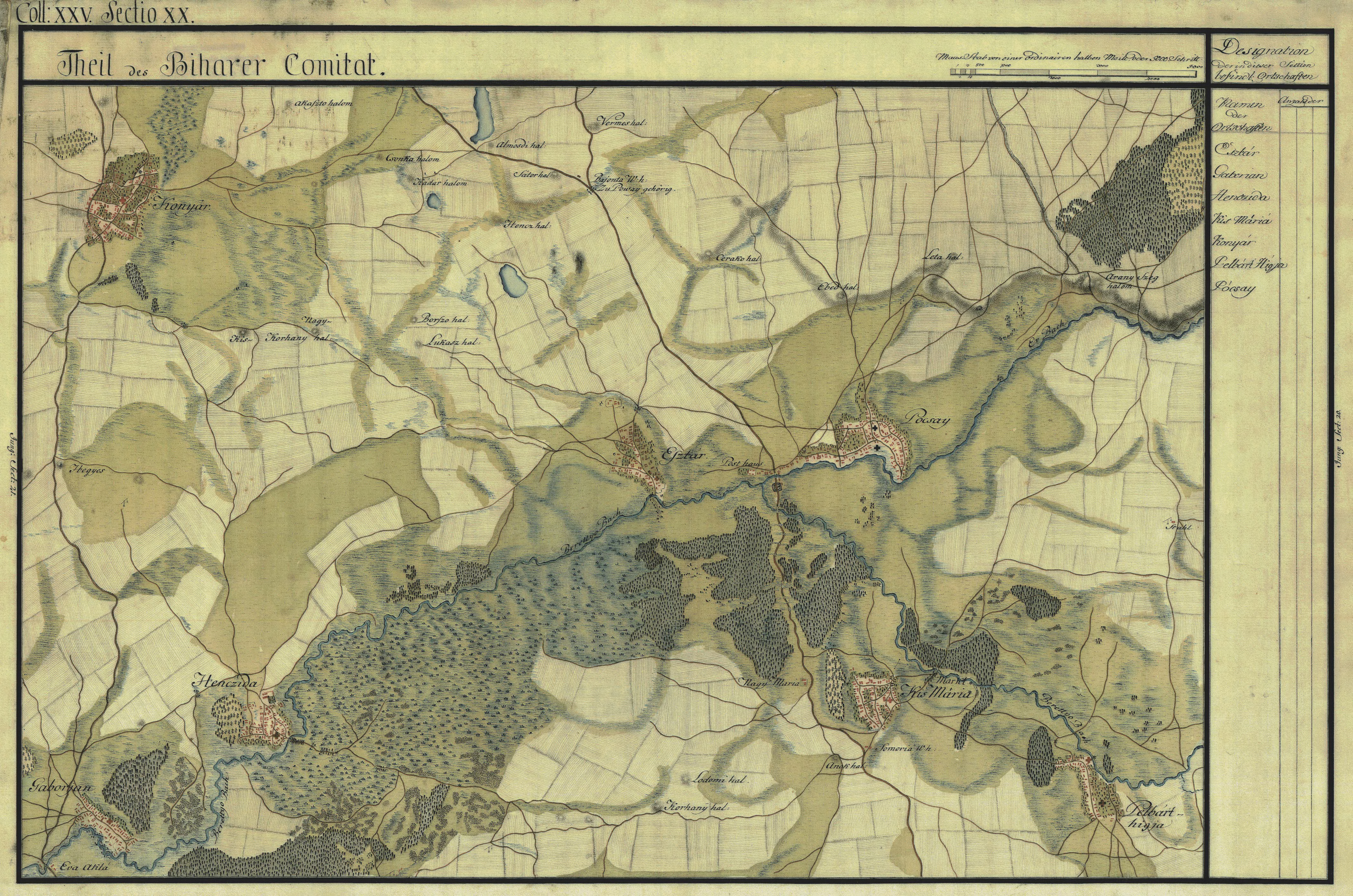
Henczida (unten links) um 1782 (Aufnahmeblatt der Josephinischen Landesaufnahme)
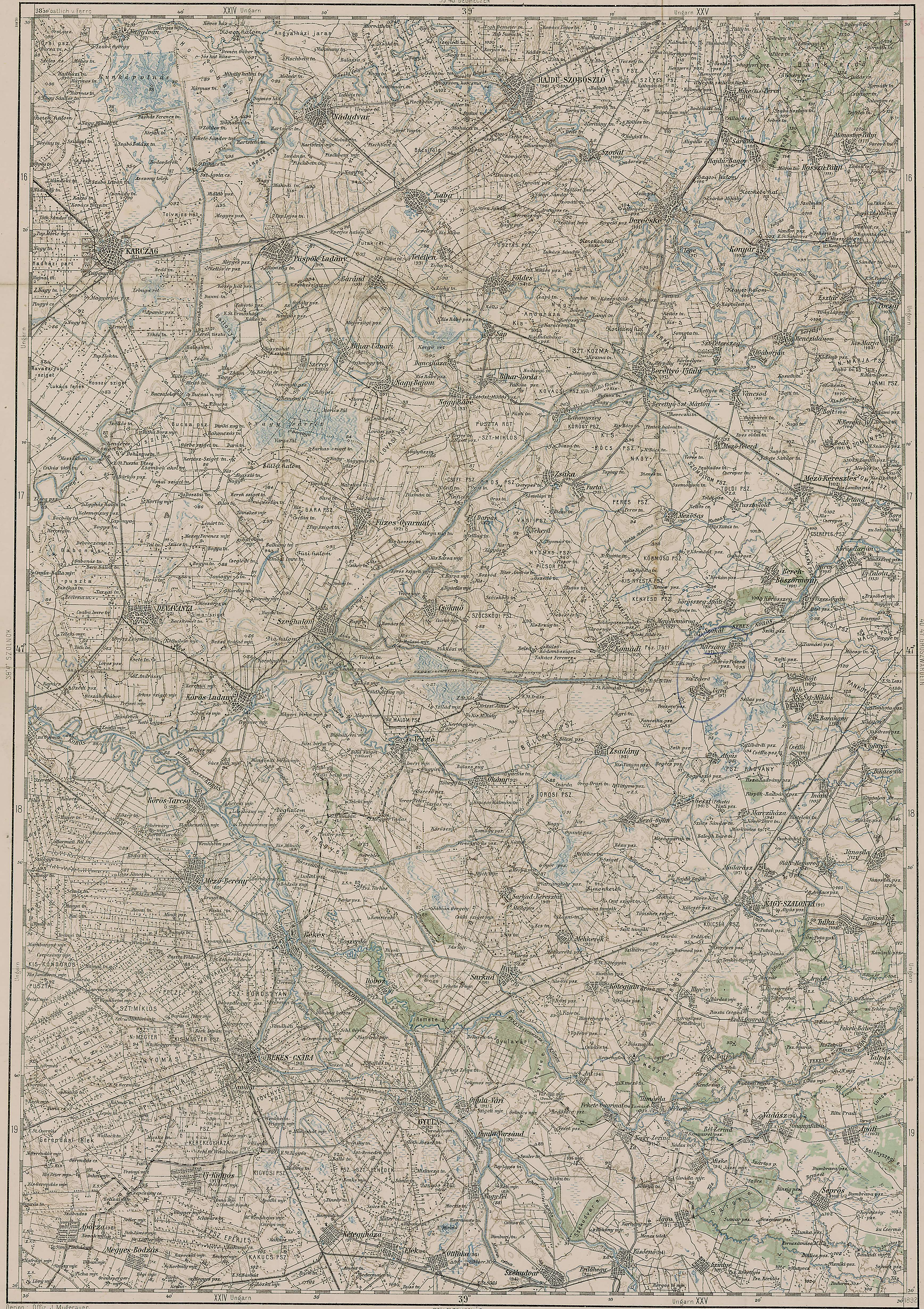
Henczida (N 47° 15'; O 39° 23') um 1892 (Aufnahmeblatt der Franzisco-Josephinischen Landesaufnahme)

## Sehenswürdigkeiten
- Reformierte Kirche, erbaut 1787–1789
- Sándor-Petőfi-Büste

## Verkehr
In Hencida treffen die Landstraße Nr. 4812 und Nr. 4813 aufeinander. Es bestehen Busverbindungen über Esztár nach Pocsaj sowie über Gáborjan und Szentpéterszeg nach Berettyóújfalu. Die nächstgelegenen Bahnhöfe befinden sich in Esztár-Pocsaj und Berettyóújfalu.

## Persönlichkeiten
- László Beöthy (1860–1943), ungarischer Politiker und Minister